# Pseudotyphistes pallidus
Pseudotyphistes pallidus är en spindelart som först beskrevs av Alfred Frank Millidge 1991.  Pseudotyphistes pallidus ingår i släktet Pseudotyphistes och familjen täckvävarspindlar. Inga underarter finns listade i Catalogue of Life.